# Boezemgemaal Spaarndam

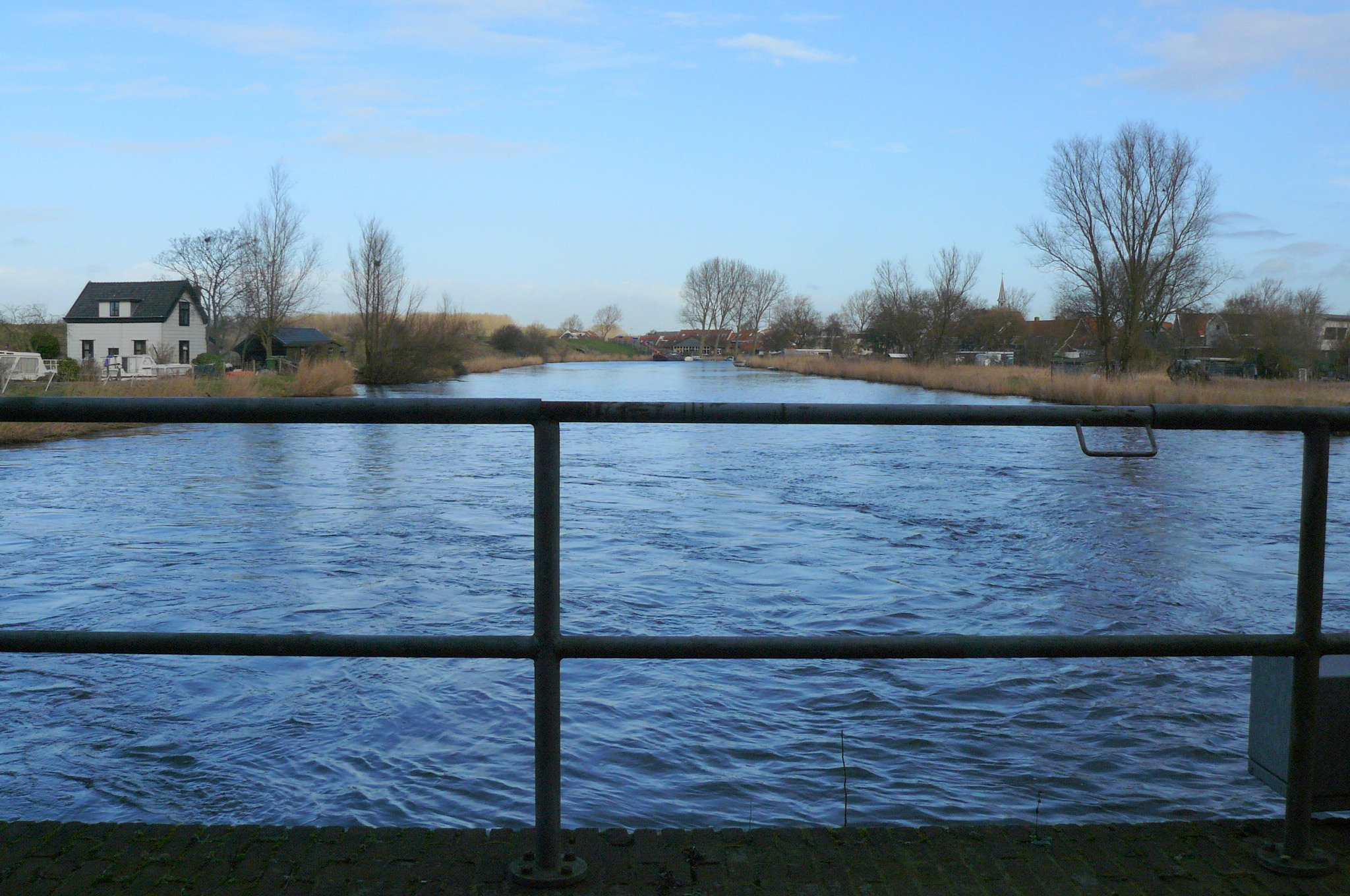
Zicht vanaf het gemaal op het boezemkanaal.

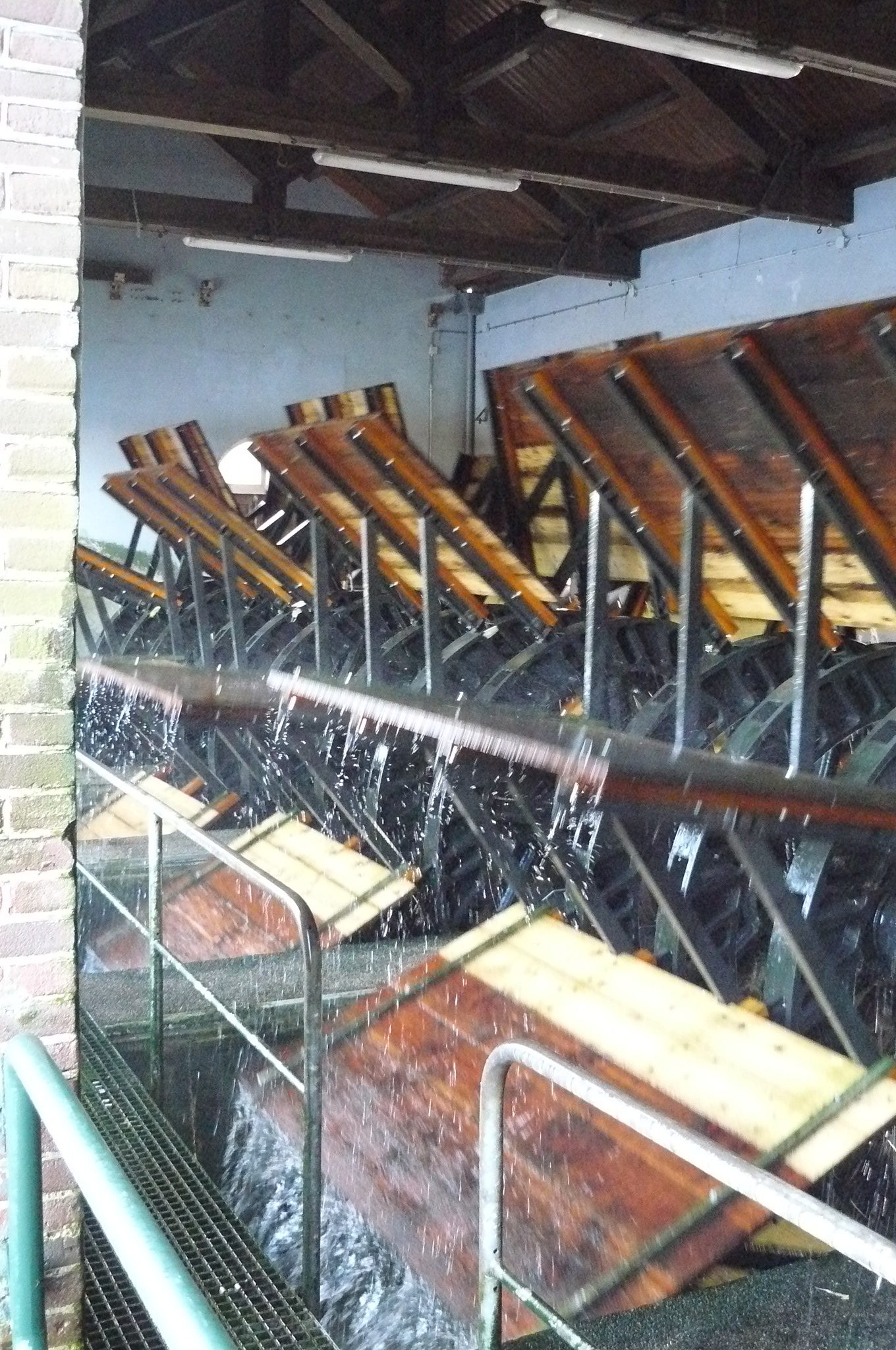
De schepraderen in vol bedrijf.

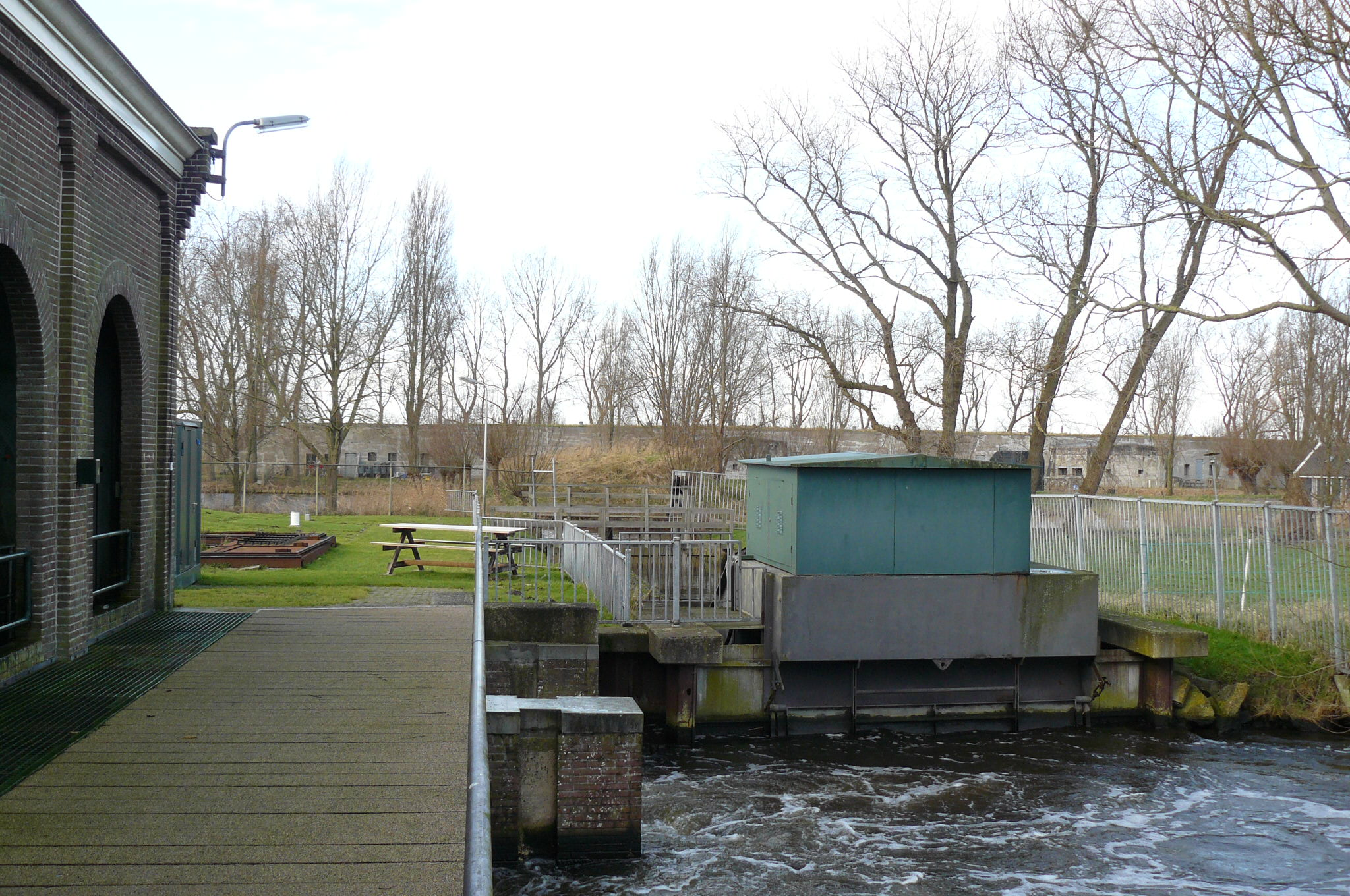
Het vijzelgemaal bij Spaarndam.

Het Boezemgemaal Spaarndam is een in 1844 gebouwd boezemgemaal met schepraderen in Spaarndam ten behoeve van de Rijnlandse boezem. Het water wordt vanaf het Noorder Buiten Spaarne en de Mooie Nel, via een boezemkanaal uitgeslagen op het IJ. Deze maakt met Zijkanaal C deel uit van de boezem van het Noordzeekanaal.

## Geschiedenis
Voor de aanleg van het gemaal loosde het Hoogheemraadschap van Rijnland zijn overtollig water door sluizen in Spaarndam en Halfweg direct of indirect op het IJ. Het IJ stond toen nog in open verbinding met de Zuiderzee en het waterpeil varieerde met eb en vloed.
Het droogleggen van de Haarlemmermeer tussen 1848 en 1852 betekende een significante reductie van Rijnlandsboezem van 22.000 naar 4.000 hectare. Hierdoor kon veel minder water in de boezemwateren worden opgeslagen. De van regeringswege in 1839 ingestelde Commissie van Beheer en Toezicht over de Droogmaking van het Haarlemmermeer kreeg de opdracht hiervoor een oplossing te regelen. De Commissie stelde, onder andere, voor in Spaarndam een stoomgemaal te bouwen.
Het stoomgemaal werd ook als strategisch inundatiestation voor de Positie bij Spaarndam opgezet waarbij het gemaal de mogelijkheid kreeg de Spaarndammerpolder onder water te zetten.
Het stoomgemaal, een ontwerp van Jan Anne Beijerinck, kreeg een stoommachine met een vermogen van 180 pk. De machine dreef in totaal tien schepraderen aan die gelijk verdeeld over beide zijden van het hoofdgebouw waren geïnstalleerd. De resultaten van de eerste proeven in 1844 en 1845 waren teleurstellend en de aannemer, de firma Dixon en Co, werd van het werk gehaald. Met behulp van Britse ingenieurs, in de buurt werkzaam bij het Gemaal Leeghwater, werd het stoomgemaal in het najaar van 1846 in werking gebracht.
In 1936 werden de stoommachines vervangen door dieselmotoren, maar de schepraderen bleven.
In 1992 werden de oude motoren vervangen door twee dieselmotoren van de Engelse machinefabriek Mirrlees Blackstone met een vermogen van 300 en 400 pk. De kleine motor telde zes cilinders en de grote acht. Eén dieselmotor was voldoende om alle schepraderen aan te drijven. De tweede motor was reserve of werd gebruikt als er weinig water uitgeslagen moest worden. De motoren zorgden voor de hydrauliek en tandwielkasten dreven een rij of beide rijen van vijf schepraderen aan. 
De dieselmotoren werden in 2017 vervangen door elektromotoren en de besturing van de installatie werd geautomatiseerd en op afstand bedienbaar gemaakt.
De diameter van een schepradar is 5,70 meter. Per minuut kan 1.890 m3, bij een opvoerhoogte van 60 centimeter, worden uitgeslagen. Na de raderen zitten terugslagkleppen die dichtvallen als het gemaal stopt. In de kleppen zitten pinnen die de zaak verankeren. Eenmaal zo vastgezet kan het water het boezemkanaal niet instromen als het water aan de zuidzijde van het gemaal hoger komt te staan.

### Gebouw
Het gebouw is in T-vorm opgesteld. Het voormalige ketelhuis met de machinekamer staat evenwijdig aan de stroomrichting. Haaks op dit gebouw staan twee vleugels waarin de schepraderen zijn ondergebracht. De schoorsteen van de stoomketels is afgebroken.
Direct naast en ten westen van het gemaal stond los van het hoofdgebouw een kleiner vijzelgemaal met een capaciteit van 420 m³ per minuut. Dit is in 2020 vervangen door een vispassage.

### Waterloop
Het water komt via de Ringvaart van de Haarlemmermeerpolder, het Spaarne en de Mooie Nel bij het gemaal. Na het passeren van het gemaal komt het water in het 0,5 kilometer lange boezemkanaal Spaarndam. Na het passeren van de boezemsluis bij de IJdijk stroomt het water via Zijkanaal C naar het Noordzeekanaal.

## Provinciaal monument
Het gemaal staat op de provinciale monumentenlijst van Noord-Holland. Redenen voor opname op de lijst zijn de architectuurhistorische betekenis als zeldzaam voorbeeld van een zeer groot schepradgemaal en cultuurhistorisch heeft het grote betekenis als onderdeel uit de geschiedenis van de waterhuishouding.